# Tomi Horvat
Tomi Horvat (ur. 24 marca 1999 w Murskiej Sobocie) – słoweński piłkarz, grający na pozycji pomocnika w Sturmie Graz.

## Kariera klubowa
Treningi piłkarskie rozpoczął w NK Turnišče, z którego później trafił do ND Mura 05. W 2013 roku trafił do NK Maribor, a w 2018 roku ponownie został zawodnikiem NŠ Mura. W pierwszej drużynie tego klubu zadebiutował 21 lipca 2018 w zremisowanym 1:1 meczu z Triglavem Kranj. W październiku 2020 przedłużył swój kontrakt z klubem do końca 2023 roku. 25 listopada 2021 strzelił gola w wygranym 2:1 meczu Ligi Konferencji z Tottenhamem.
W czerwcu 2022 podpisał trzyletni kontrakt ze Sturmem Graz z możliwością przedłużenia o kolejny rok.

## Kariera reprezentacyjna
Młodzieżowy reprezentant Słowenii. W 2021 roku został powołany na mistrzostwa Europy do lat 21, które Słowenia organizowała wspólnie z Węgrami. Na mistrzostwach nie wystąpił jednak w żadnym spotkaniu, a Słoweńcy odpadli w fazie grupowej po porażkach 0:3 z Hiszpanią i 0:4 z Włochami oraz remisie 1:1 z Czechami.
W seniorskiej kadrze zadebiutował 29 marca 2022 w zremisowanym 0:0 meczu towarzyskim z Katarem.

## Życie osobiste
Syn policjanta i pielęgniarki, ma starszą siostrę Andreę.